# Le Ventre de Lisa
Le Ventre de Lisa est un épisode de la série télévisée d'animation Les Simpson. Il s'agit du cinquième épisode de la trente-troisième saison et du 711e de la série.

## Synopsis
Après une balade sur un toboggan aquatique abandonné, Lisa et Bart souffrent de la diarrhée et du vomissage et doivent prendre des stéroïdes comme remède. Quatre semaines plus tard, quand l'année scolaire commence, ils ont grossi, victimes des effets secondaires. Quand Marge l'appelle « dodue » (chunky à la VO), Lisa devient vexée ...

## Réception
Lors de sa première diffusion, l'épisode a attiré 1,83 million de téléspectateurs.